# Interstate 66
Interstate 66 (afgekort I-66) is een Interstate Highway in het oosten van de Verenigde Staten. De snelweg begint in Middletown (Virginia) en eindigt in Washington D.C. De Interstate 66 heeft niets gemeen met de Route 66 (US66). Belangrijke steden langs de I-66 zijn Middletown, Front Royal, Manassas, Centreville, Arlington, Fairfax, Vienna en Washington D.C.

## Lengte
| Staat/District | km  | mijl |  |
|                |     |      |  |
| Virginia       | 121 | 75   |  |
| Washington     | 3   | 2    |  |
|                |     |      |  |
| Totaal         | 124 | 77   |  |